# Boa Hora
Boa Hora est une municipalité brésilienne située dans l'État du Piauí.